# Štěpán Habsbursko-Lotrinský
Štěpán František Viktor Habsbursko-Lotrinský (německy: Stefan Franz Viktor, Erzherzog von Österreich, 14. září 1817, Pešť – 19. února 1867, Menton) byl rakouský arcivévoda a v letech (1847–1848) uherský palatin.

## Mládí
Byl nejstarším synem uherského palatina Josefa Antonína a jeho druhé ženy Hermíny z Anhalt-Benburg-Schaumburg-Hoymu. Matka zemřela při jeho narození a chlapec byl spolu se svou sestrou-dvojčetem Hermínou Amálií Marií vychováván otcovou třetí manželkou Marií Doroteou Württemberskou. Dětství strávil na statku svého otce v Alcsutu. Byl velmi nadaný a dostalo se mu skvělého vzdělání, velice ho zajímala státověda, kterou studoval ve Vídni. V roce 1841 cestoval po zemích monarchie a po menších německých knížectví. V letech 1843–1847 byl místodržícím v Čechách.

## Uherský palatin
V roce 1847, po smrti svého otce, byl zvolen uherským palatinem a říšským místodržícím země. V březnu roku 1848, po vypuknutí revoluce předal císaři Ferdinandovi I. Dobrotivému požadavky říšského sněmu, které směřovaly k buržoazní reformě a dalekosáhlé samostatnosti země. Ministerským předsedou první uherské vlády jmenoval hraběte Lájose Batthyányho a v červenci téhož roku zahájil v Pešti první reprezentativní uherský říšský sněm. Po vpádu chorvatského bána Jelačiče do Uher nedokázal vyjednat příměří. Dne 25. září 1848 abdikoval ze své funkce místodržícího a u dvora upadl v nemilost.

## Život v Schaumburgu
Další léta prožil v ústraní na svém sídle Schaumburg, zděděném po matce. Zde se věnoval geologii a mineralogii. V roce 1858 směl navštívit Vídeň u příležitosti křtu korunního prince Rudolfa. Zemřel v roce 1867 na těžké plicní onemocnění při jedné z cest ve Francii. Jeho ostatky byly převezeny do Budapešti, kde byl také pohřben.

## Svatební plány
Na jaře roku 1839 přijel do Vídně ruský cesarevič Alexandr Nikolajevič (pozdější car Alexandr II.), který se spřátelil s arcivévodou Albrechtem a se Štěpánem. Toho považoval za důstojného uchazeče o ruku své mladší sestry Olgy. Car Mikuláš I. pozval Štěpána na svatbu své starší dcery, velkokněžny Marie, která se měla konat v srpnu roku 1839, aby arcivévodu sám dobře poznal a aby se Štěpán mohl seznámit se svou předpokládanou nevěstou. Na svatbu však místo něj přijel arcivévoda Albrecht. Carský dvůr v tom viděl intriku Štěpánovy macechy Marie Dorotey Württemberské, která nechtěla mít za příbuznou ruskou kněžnu pro žárlivost na první ženu svého manžela (tou byla teta Olgy Nikolajevny, Alexandra Pavlovna).
Roku 1840 přišel dopis od arcivévody Albrechta, v němž žádal o ruku Olgy Nikolajevny. Ta psala ve svých pamětech:
Byl mi sympatický, chovala jsem k němu úctu a přátelské city. Ale přesto jsem k němu necítila fyzickou přitažlivost, a proto o svatbě nemohlo být řeči. A tak s ohledem na to, že se vedla jednání ohledně Štěpána, bylo Albrechtovi posláno odmítnutí.
Ale Štěpán samotný mlčel. Odpověď přišla od kancléře Metternicha. V dopise se psalo o tom, že sňatek Štěpána s Olgou Nikolajevnou není možný, neboť jsou rozdílného vyznání a pravoslaví arcivévodkyně by mohlo znamenat nebezpečí pro jednotu státu tím, že by mohlo vyvolat nežádoucí odezvy mezi slovanským obyvatelstvem Rakouska-Uherska. Sám Štěpán řekl poslu hraběti Medemovi, že věda o citech arcivévody Albrechta k velkokněžně, považoval za správné «odejít stranou».
Olga Nikolajevna se nakonec provdala roku 1846 za württemberského prince následníka, budoucího krále Karla I. Arcivévoda Štěpán se neoženil a nezůstavil žádných potomků.